# Schloss Austerlitz

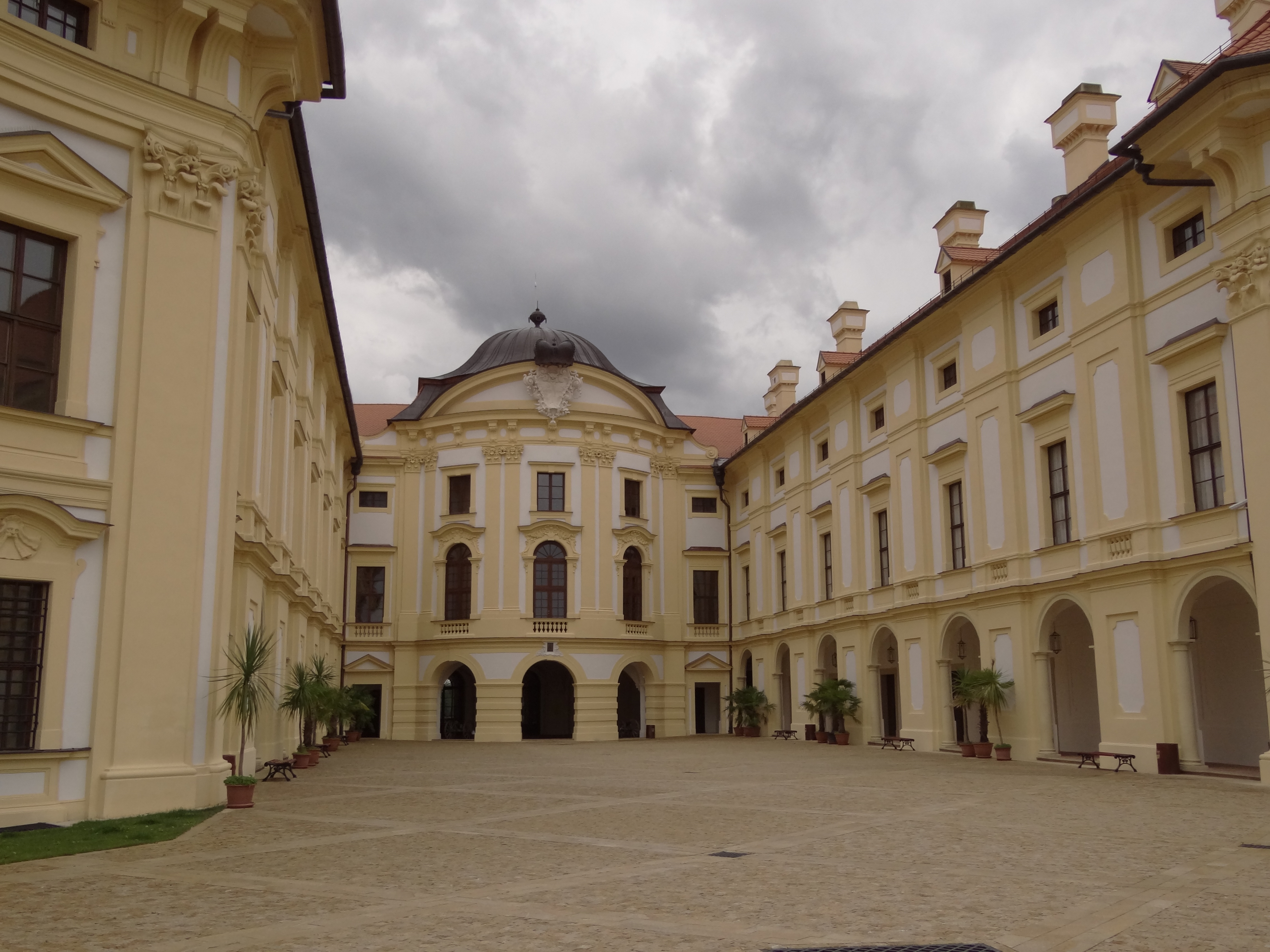
Frontansicht des U-förmigen Schlosses Austerlitz

Das Schloss Austerlitz (tschechisch Zámek Slavkov) liegt in Slavkov im Okres Vyškov in Tschechien. Besonders bekannt wurden Schloss und Ort Slavkov durch die Schlacht bei Austerlitz (Bitva u Slavkova).

## Geschichte
An der Stelle des Schlosses stand ursprünglich ein Kastell, das Anfang des 12. Jahrhunderts vom Deutschen Ritterorden errichtet wurde und der hier die größte mährische Kommende aufbaute. Das Kastell gehörte seit Anfang des 16. Jahrhunderts dem mährischen Adelsgeschlecht von Kaunitz, dem es als Residenz diente. Ulrich von Kaunitz ließ das Kastell zu einem Renaissanceschloss umbauen. Ab 1696 wurde es unter Dominik Andreas von Kaunitz nach Plänen des italienischen Architekten Domenico Martinelli im Stil des Barock umgebaut und 50 Jahre später unter Wenzel Anton Kaunitz durch Ignacio Valmaggini und Wenzel Petruzzi vollendet. Maximilian Ulrich von Kaunitz (Dominiks Sohn) heiratete Maria Ernestine Francisca von Rietberg, die Erbtochter des Grafen Ferdinand Maximilian von Ostfriesland und Rietberg.
Das U-förmige Schloss verfügt über 115 Zimmer. Sehenswert sind der Saal der Vorfahren und der Rubens-Saal (ohne Werke von Peter Paul Rubens) sowie die Kapelle des Heiligen Geistes. Der ovale Gesellschaftssaal (Historischer Saal) weist eine räumliche und akustische Originalität auf und enthält seltene Fresken des Wiener Malers Joseph Pichler. In diesem Saal wurde nach der Schlacht bei Austerlitz am 6. Dezember 1805 der Waffenstillstand zwischen Frankreich und Österreich unterzeichnet.
Nach dem Tod des letzten Fürsten Kaunitz im Jahr 1919 ging das Schloss mit großem Grundbesitz an die Grafen Pálffy über. Nach dem Zweiten Weltkrieg wurde es enteignet und ist heute im Besitz der Stadt Slavkov u Brna. 2008 wurde das Schloss zum nationalen Kulturdenkmal erklärt. Im Schloss befindet sich in den Gewölben ein historisches Museum sowie eine multimediale Animation zur Schlacht bei Austerlitz.
Der Schlossgarten im Ausmaß von 15 Hektar wurde 1774 in Anlehnung an Schloss Versailles als französischer Barockgarten mit einem zentralen Kanal (heute trocken) angelegt und im 19. Jahrhundert im englischen Stil umgestaltet. Der Garten auf der Terrasse am Schloss mit den Skulpturen von Giovanni Giuliani entstand bereits um 1702 durch holländische Gärtner. In letzter Zeit wurde die ursprüngliche Barockform wieder hergestellt.

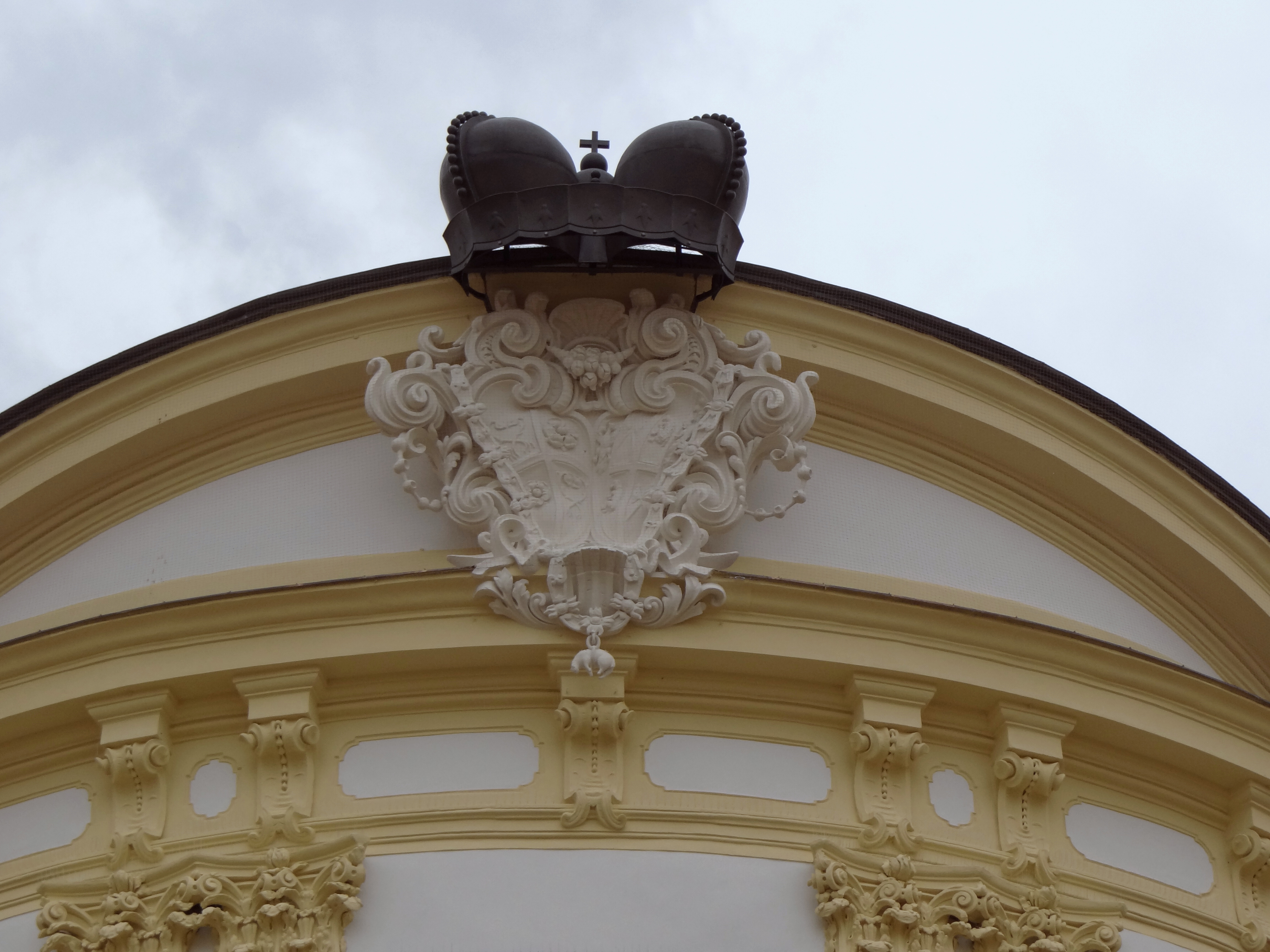
Wappen: Kaunitz, Ostfriesland
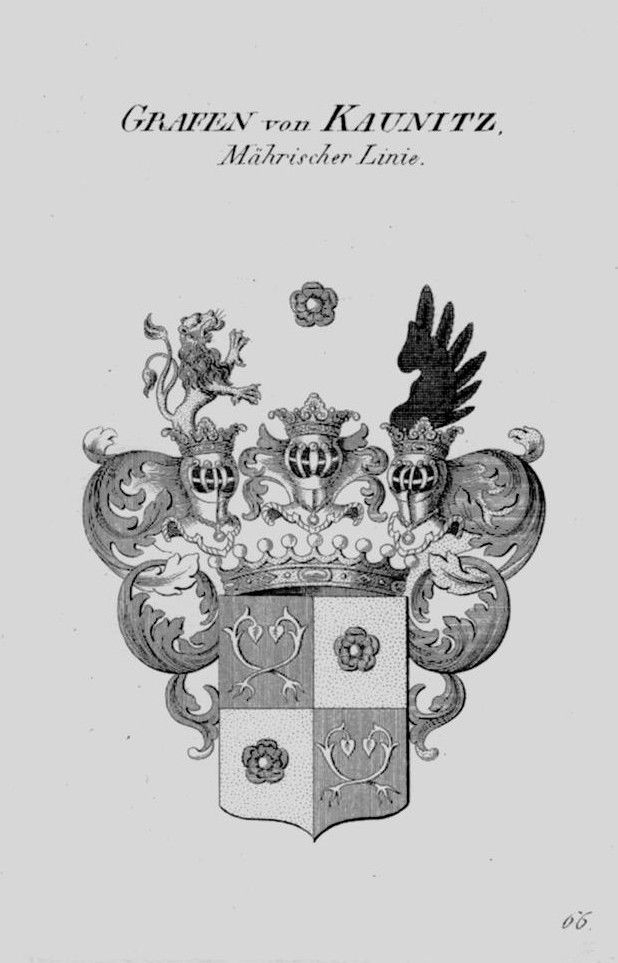
Wappen von Kaunitz
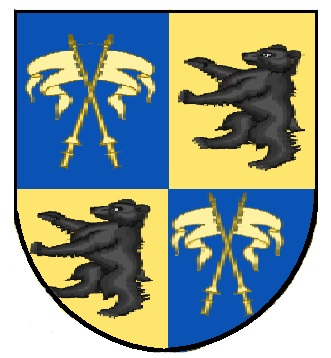
Wappen von Ostfriesland
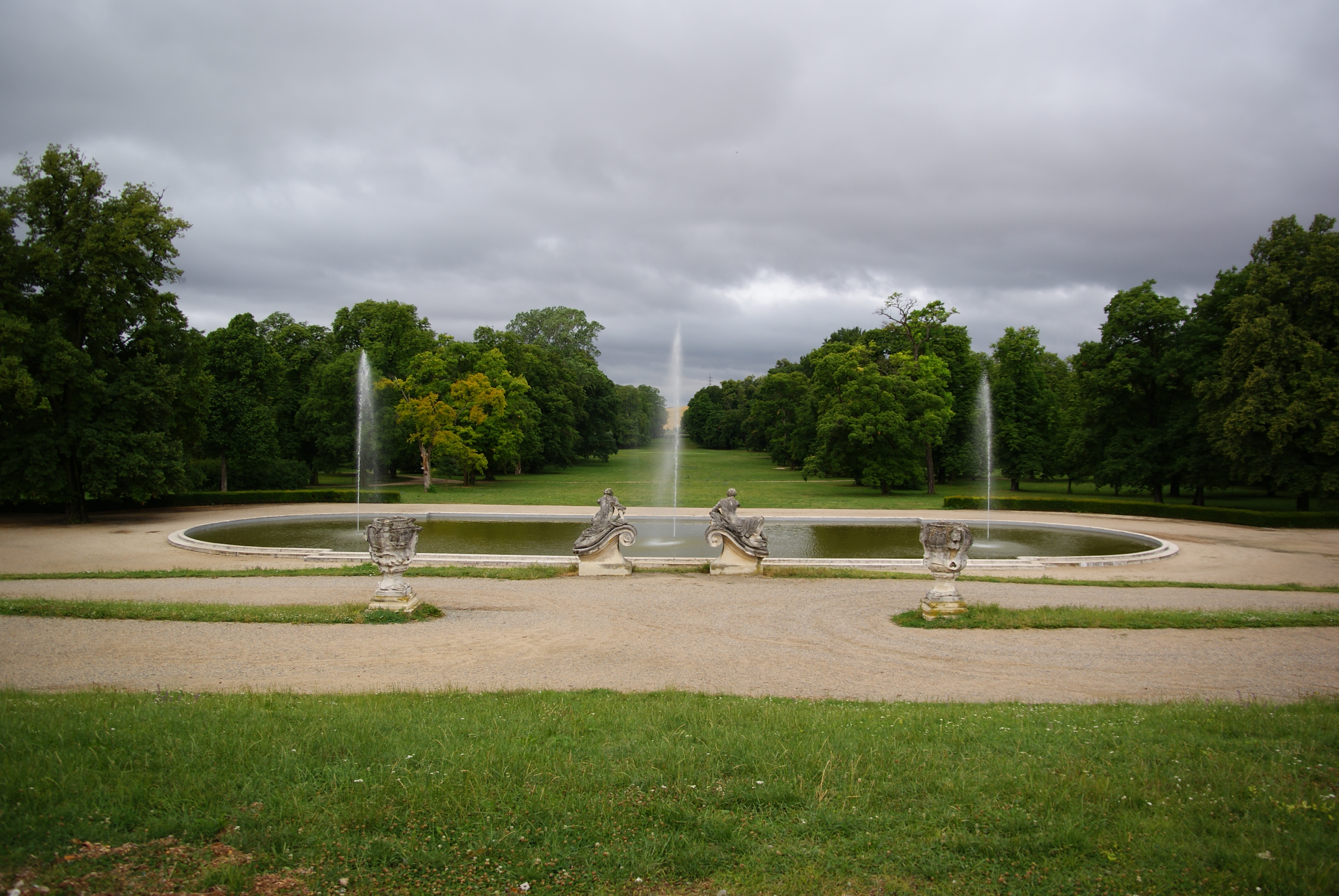
Schlosspark
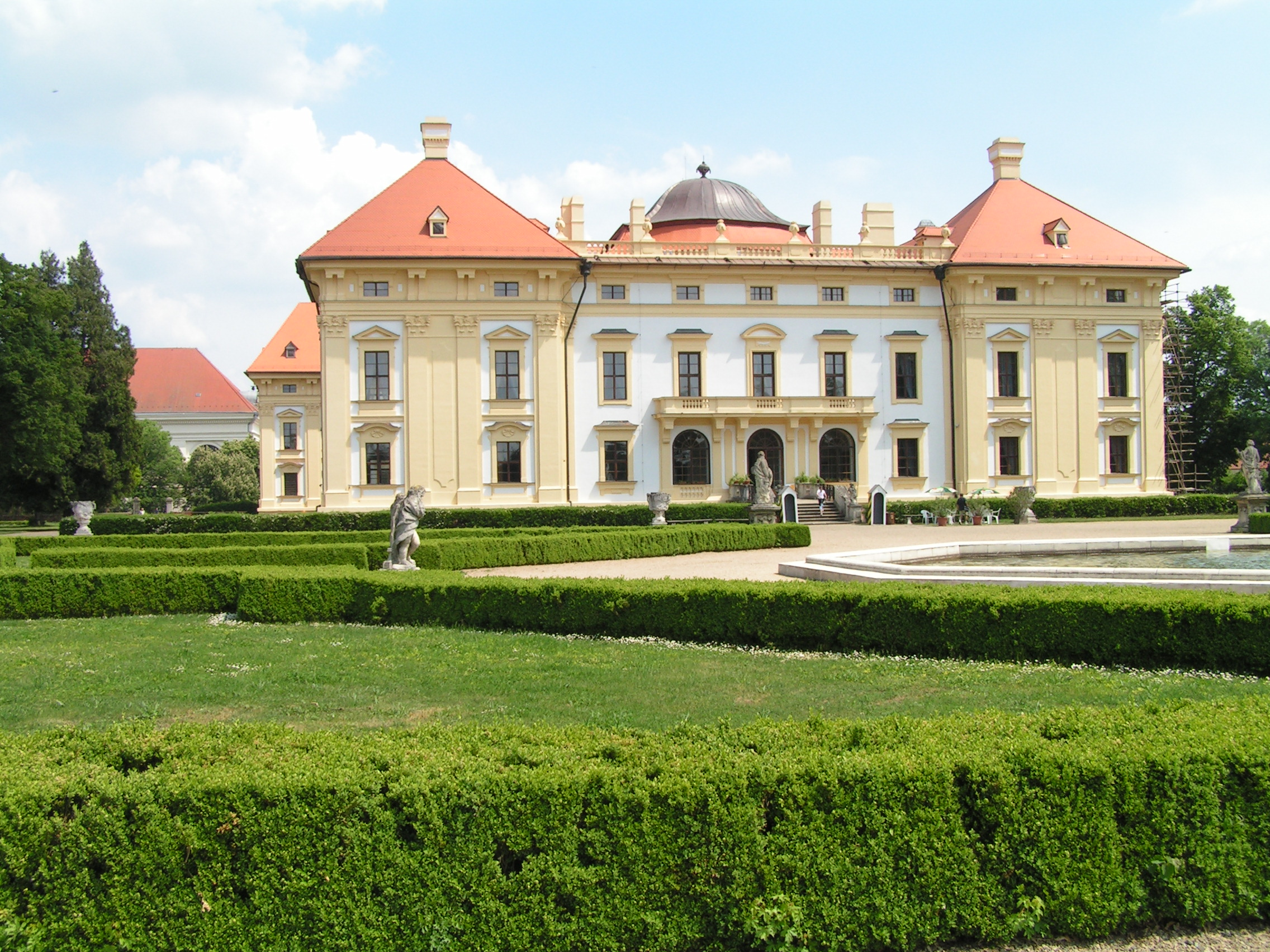
Rückwärtige Ansicht